# Definitezza
La definitezza è, in linguistica, la capacità di un sintagma nominale di fare riferimento alla realtà o ad una entità con maggiore o minore precisione. Nelle lingue germaniche e in quelle romanze, definitezza e indefinitezza sono espresse attraverso gli articoli (compreso l'articolo zero). Nelle lingue prive di articolo, quali sono la gran parte delle lingue slave, definitezza e indefinitezza sono espresse attraverso la posizione delle parole, dal caso o dal modo del verbo.
Il nome proprio esprime il massimo di definitezza, in quanto individua univocamente un individuo. All'estremo opposto sta il pronome indefinito, che funziona come una sorta di segnaposto nell'enunciato, anche se, in qualche misura, veicola degli elementi di identificazione (ad esempio, il pronome italiano qualcuno è caratterizzato dal tratto semantico [animato], mentre il pronome inglese somewhere indica un qualche luogo ecc.).
Si vedano i seguenti esempi:
Ho visto Caetano Veloso.
Ho visto un cantante.
Ho visto qualcuno.
Nel primo esempio, il nome proprio individua univocamente il cantante brasiliano Caetano Veloso. Nel secondo, il nome comune cantante definisce il tipo di entità designato, ma non lo individua. Nel terzo, il pronome indefinito qualcuno ha la stessa funzione di una incognita algebrica.